# 牛ほめ
『牛ほめ』（うしほめ）は古典落語の演目。別の演題として『普請ほめ』（ふしんほめ）がある。
親類の新築された家に行ってその建築を褒め称えてから節穴に火除けの札を貼って隠す提案をし、さらに飼っている牛を褒めて小遣いを稼ごうとする、頭のよくない男（与太郎）を描く。前半のみを独立させて『与太郎の新築祝い』（よたろうのしんちくいわい）の演題で演じる場合もある。
武藤禎夫は狂言の「馬鹿聟物」あたりが発祥ではないかとし、次第に内容が付加されて「噺本でも近世初期と末期では（中略）格段の差がみられる」としている。前田勇は安楽庵策伝の『醒睡笑』第1巻「鈍副子（どんぶす）」を発祥とし、元禄11年（1698年）に京都で刊行された『初音草噺大鑑（はつねぐさはなしおおかがみ）』第4巻の「世は金が利発」（新築した家の天井に開いた穴に火除けの札を貼ることを教えられた男が、知り合いの娘の指にできた魚の目に札を貼ることを提案する内容）が原話としている。また、貞享4年(1687年)に出版された笑話本・『はなし大全』の一編である「火除けの札」にも「世は金が利発」と同一の内容がある。天保4年（1833年）の『笑富林（わらうはやし）』に収録された初代林屋正蔵の「牛の講釈」はほぼ現行の演目と同じ内容で、武藤禎夫は「完全の一席の落語に仕上がって」いると評している。
上方落語では『池田の牛ほめ』（いけだのうしほめ）という演目で、題は新築した家が池田にあることに由来する。佐竹昭広と三田純一の編著『上方落語』下巻（筑摩書房、1970年）は、類似の民話や東京の『牛ほめ』にある、親が「馬鹿息子」を思いやるという要素が『池田の牛ほめ』には見られない点に着目して、東京から上方に移入されたものではないかと述べている。前田勇は初代林屋正蔵の「牛の講釈」から「あるいは移入したものか」と記す。武藤禎夫は、上方では文化（1804年 - 1818年）ごろの『写本落噺桂の花』二編下巻の「おろかしきむすこ」に見えると記している。上方でも東京同様前半のみを演じる場合があり、その際の演題として『新築祝い』（しんちくいわい）を用いる演者もいたという。
主な演者に5代目春風亭柳昇や4代目春風亭柳好、春風亭一朝、上方の4代目桂文我などがいる。

## あらすじ
とにかく頓珍漢な言動ばかりしている与太郎。万事が世間の皆様とズレているので、父親は頭を抱えている。
今度、兄貴の佐兵衛が家を新築したと聞き、これは与太郎の汚名を返上するチャンスだと考えた父親は、家を褒めさせるため、与太郎に次の口上を伝授しようとする。
そこでさらに台所の柱に節穴があることを指摘した上で、そこに秋葉様の札を貼れば、火除けにもなって節穴も隠れると言えば、小遣いを恵んでくれるだろうと話す。与太郎がもっと何か小遣いがもらえるものがないかと尋ね、父親は伯父の飼っている牛を褒めろと次の口上も紹介した。
「天角地眼－」というのは、菅原道真が寵愛した牛の特徴で、最高の褒め言葉だと説明する。
練習させると与太郎は天井を「薩摩芋に鶉豆」、「左右の壁は砂摺り」を「佐兵衛のカカァはおひきずり」などと言う始末。やむなく紙に書いて与太郎に渡し、伯父の家に送り出した。
伯父のところにやってきた与太郎は、父親との練習通りに挨拶をすませて、隠し持った紙を読みながらではあるが、何とか口上を言うことに成功。
水を飲みたいと言って台所へ行き、節穴を見つけて、教えられたとおり秋葉様の札を貼るように進言、感心した伯父は1円の小遣いを渡す。そこで与太郎が牛小屋に出向いて「天角地眼－」とやっていると、牛が目の前で糞を落とした。「畜生だから褒めた人の前でも糞をする」という伯父に与太郎は、ここにも秋葉様のお札を貼ればという。
「穴が隠れて、屁の用心になる」

## 落ちについて
「火」と「屁」を引っ掛けた地口落ちである。以前は「秋葉様のお札をおはりなさい」と簡単な落ちだった。「秋葉様」とは、神仏習合の火防（ひよけ）・火伏せの神として広く信仰された秋葉権現で、お札は秋葉神社のお札である。上方版では愛宕神社とする演者もいる。この落ち（東西共通）に関して、『上方落語』下巻は、「そのような〈地口落ち〉よりも、やはり「……お札を貼りなはれ」だけで〈間抜け落〉とする方が好ましい」と評する。また武藤禎夫の『定本 落語三百題』のあらすじでは「穴の上へ、屁の用心のお札を貼りなさい。穴がかくれて、屁伏せにならァ」という落ちになっており、こちらは「火伏せ」との地口が追加されている。武藤は「だんだん説明過剰になった」と評している。